# Jodensavanne
Jodensavanne (niederländisch für „Judensavanne“) ist ein ehemaliger Wohnort sephardischer Juden in Suriname, etwa 50 Kilometer südlich der Hauptstadt Paramaribo. Der Ort liegt im Distrikt Para am rechten Ufer des Suriname. Jodensavanne wurde auch als „Jerusalem am Fluss“ bezeichnet. Jodensavanne wurde am 19. September 2023 in das UNESCO-Weltkulturerbe aufgenommen.

## Besiedlung
Die ersten Juden ließen sich bereits 1640 am Cassipora, einem Nebenlauf des Suriname-Flusses, nieder. Jodensavanne ist damit eine der ältesten und wichtigsten Ansiedlungen von Juden in der Neuen Welt. Sie waren vor der Verfolgung durch die Inquisition aus Spanien und Portugal geflüchtet und begannen mit der Pflanzung und Anlage von Zuckerrohrplantagen. Unter dem ersten erfolgreichen europäischen Kolonisator von Suriname, Lord Francis Willoughby of Parham, kam 1652 eine zweite Gruppe englischer Juden via Barbados nach Suriname. Eine dritte Gruppe kam 1664 unter der Leitung von David Nassy aus Mauritsstad (Moritzstadt, heute Recife, Brasilien) nach Suriname. Sie waren ursprünglich von Spanien aus nach Niederländisch-Brasilien geflüchtet und hatten dort unter Gouverneur Johann Moritz von Nassau-Siegen zusammen mit Niederländern Zuckerrohrplantagen angelegt. Als das niederländische Gebiet in Brasilien 1654 von den Portugiesen zurückerobert wurde, flüchtete ein großer Teil der Juden erneut. Einige ließen sich in der Kolonie Cayenne (dem heutigen Französisch-Guayana), andere in Guadeloupe sowie in Suriname nieder. Als die Franzosen 1664 Cayenne eroberten, übersiedelten auch die Juden aus diesem Gebiet nach Suriname.

## Freie Glaubensausübung
Am 17. August 1665 erhielt die jüdische Gemeinschaft in Suriname das Recht auf freie Glaubensausübung und das Recht, eine Synagoge und eine Schule zu gründen. Als Abraham Crijnssen Suriname 1667 von den Engländern eroberte, ließ er die den Juden unter Willoughby zugestandenen Rechte unberührt. Im Jahre 1669 erhielten die Juden offiziell die Genehmigung zur Gründung einer Kolonie mit einer Synagoge und einem Friedhof. Diese neue Siedlung, einige Kilometer nördlich des Cassipora, erhielt später den Namen Jodensavanne. Nachdem bereits zwischen 1665 und 1671 die erste Synagoge aus Holz gebaut worden war, wurde 1685 hier eine Synagoge aus Stein errichtet, die den Namen Beracha Ve Shalom („Segen und Frieden“) erhielt.
Am Ende des 17. Jahrhunderts bestand die jüdische Gemeinschaft rund um die Savanne aus rund 700 Mitgliedern. Diese besaßen in der Zeit 40 Plantagen, auf der etwa 9000 Sklaven arbeiteten. Als Jodensavanne 1832 durch Brandstiftung fast vollständig verwüstet wurde, verließen die meisten Bewohner das Gebiet und zogen nach Paramaribo.
August Kappler beschreibt den Ort bei seinem Aufenthalt als Militär 1837 in seinem Buch Sechs Jahre in Surinam... (1836–1842) wie folgt:

„Der Posten Gelderland, oder richtiger die Judensavanne (zehn Stunden von Paramaribo entfernt), ist der erste Platz, wo sich das Land bedeutend erhöht und die Einförmigkeit der Ebenen durch Sandhügel unterbrochen wird.
Auf einem, etwa 70–80 Fuß über den gewöhnlichen Wasserspiegel des Surinam erhabenen Hügel liegt ein sehr in Verfall gerathenes Dorf: der portugiesischen Judengemeinde, dessen aus Backsteinen gebaute Synagoge von früherem Wohlstand zeugt. Das Dorf war von mehr als 200 Familien bewohnt, jetzt aber leben nur noch einige in alten, halbverfallenen Häusern von den Wohlthaten ihrer Glaubensgenossen in Paramaribo, und dem Nutzen einiger Kühe, die in den dürren Savannen ein spärliches Futter finden. Das hohe Alter dieser Menschen, deren einige tief in den achtziger Jahren sind, ist eine Folge ihrer einfachen Lebensweise und der gesunden Lage ihres Orts.
Der Posten und die Wohnung des Kommandanten liegen im Thale am Strom. In einer Schlucht des Hügels entspringt eine Wasserquelle dem Felsen, welche einen Sumpf bildet, der mit der üppigsten Vegetation bedeckt ist.[...]
Die Pflanzungen oberhalb der Judensavanne sind klein und gering und liefern keine Produkte. Bloss Zimmerholz und Bretter werden von hier aus zum Verkaufe nach der Stadt gebracht.“

## Zweiter Weltkrieg
Während des Zweiten Weltkrieges wurde in der niederländischen Kolonie Suriname unter Gouverneur Johannes Coenraad Kielstra bei Jodensavanne das Internierungslager Jodensavanne (Kamp Jodensavanne) gebaut. Im September 1942 wurden hier 146 tatsächliche oder vermeintliche Anhänger der Nationaal-Socialistische Beweging (NSB) aus Niederländisch-Indien interniert. Im Juli 1946 wurde das Lager aufgelöst, und die 138 Überlebenden kehrten in die Niederlande zurück.

## Stiftung
Nachdem 1967 die niederländische Kolonialarmee (Troepenmacht in Suriname, TRIS) den Ort im Dschungel freigelegt hatte, entwickelte der Architekt Tjin A Djie 1971 einen Plan zum Erhalt Jodensavannes für die Nachwelt. Am 11. Oktober des Jahres wurde hierfür die Stiftung Jodensavanne (SJS) gegründet. Zwei Jahre später wurde das Gelände erneut gesäubert. Die Reste der Synagoge wurden freigelegt, und es wurde ein Besucherpavillon gebaut. Während des Bürgerkrieges (1986 bis 1992) war das Gebiet umkämpft und verwahrloste. Erst 1999 wurde die Jodensavanne erneut von der wuchernden Vegetation befreit und für Besucher zugänglich gemacht.

## Weltkulturerbe
Am 30. Juni 1998 wurde bei der UNESCO ein Antrag (Tentativliste) auf Anerkennung der Jodensavanne und des Friedhofs als Weltkulturerbe gestellt.
Bei der 45. Sitzung des Welterbekomitees der UNESCO am 19. September 2023 in Riad wurde Jodensavanne aufgrund seines außergewöhnlichen universellen Wertes in die Welterbeliste aufgenommen. Die Welterbestätte umfasst unter anderem die historische jüdische Siedlung mit ihren beiden Friedhöfen Beth Haim und dem kreolischen Friedhof, die Ruinen der Beracha-Ve-Salom-Synagoge sowie die Ziegelfundamente von Häusern.